# Heart Blackened
Heart Blackened ((en hangul, 침묵; romanización revisada, Chimmuk)) es una película de crimen surcoreana del año 2017 protagonizada por Choi Min-shik y Park Shin-hye. Es un remake de la película China Silent Witness.

## Sinopsis
La hija de un influyente hombre de negocios se convierte en  sospechosa de asesinar a la prometida de su padre, quien es una famosa cantante. El ejecutivo contratará a una abogada para limpiar el nombre de su hija.

## Reparto

### Principal
- Choi Min-shik[4] es Im Tae-san.
- Park Shin-hye[5] es Choi Hee-jeong.
- Ryu Jun-yeol[6] es Dong-myeong.

### Reparto secundario
- Lee Soo-kyung como Im Mi-ra.
- Park Hae-joon como Dong Seong-sik.
- Jo Han-chul como Jeong Seung-gil.
- Lee Ha-nui como Yoo-na.
- Park Ho-san como Fiscal en Jefe.

### Otros personajes
- Jang Won-hyung como investigador no. 4
- Park Kyu-young
- Kim Soo-jin como una jueza
- Park Hyung-soo como un taxista.

## Producción
La filmación culminó después de 4 meses de iniciar el 7 de febrero de 2017 en Bangkok, Tailandia.